# Éclaron-Braucourt-Sainte-Livière
Éclaron-Braucourt-Sainte-Livière est une commune française située dans le département de la Haute-Marne, en région Grand Est.
Ses habitants sont appelés les Éclaronnais.

## Géographie

### Localisation
Les bourgs d'Éclaron et de Braucourt sont situés à environ dix kilomètres au sud de Saint-Dizier, sous-préfecture du nord de la Haute-Marne, sur l'axe routier Nancy - Troyes (ancienne route nationale 384, devenue RD 384, très fréquentée). Le bourg de Sainte-Livière est situé sur la route de Vitry-le-François, à quatre kilomètres à l'ouest d'Éclaron.
| Landricourt (Marne) Ambrières (Marne) | Laneuville-au-Pont               | Moëslains Valcourt   |
| Sainte-Marie-du-Lac-Nuisement (Marne) | Éclaron-Braucourt-Sainte-Livière | Humbécourt           |
| Giffaumont-Champaubert (Marne)        | Frampas Planrupt                 | Allichamps Louvemont |

### Géologie et relief
La commune se trouve dans la Champagne humide, plus précisément dans la région du bocage champenois, au sous-sol argilo-sableux du Crétacé inférieur (Aptien et Albien). Cette caractéristique induit un paysage typiquement bocager et marécageux.
La forêt avoisinante est la forêt domaniale du Der (Der est un mot issu du celtique (gaulois) dervo « chêne », mettant en évidence l'essence principale rencontrée). Ce massif est l'un des restes de l'immense forêt primitive ardennaise. Il couvre presque 2 500 hectares et le gibier y abonde. Cette forêt fut la propriété des familles Rothschild (finances) et Werlé (propriétaires du champagne Veuve-Clicquot) avant de devenir domaniale après la Première Guerre mondiale.

### Hydrographie
La commune est dans la région hydrographique « la Seine de sa source au confluent de l'Oise (exclu) » au sein du bassin Seine-Normandie. Elle est drainée par la Blaise, le canal d'Amenée du Barrage Réservoir Marne, le Fossé 09 de la commune d'Eclaron-Braucourt-Sainte-Livière, le ruisseau des Fabriques, le barrage réservoir Marne Restitution Vers Blaise, le canal d'Alimentation Par la Blaise du Barrage Réservoir Marne, le canal de Restitution en Blaise, le canal de Saint-Dizier à Wassy (canal désaffecté), le cours d'eau 01 de la Maladrerie, le cours d'eau 01 de Prêle, le cours d'eau 01 des Cordes, le cours d'eau 01 du Bois du Haras, le cours d'eau 02 de l'Étang du Chenil, le cours d'eau 07 de la commune d'Eclaron-Braucourt-Sainte-Livière, le Fossé 01 de l'Étang du Chenil, le Fossé 01 du Bois de Ham, le Fossé 02 des Cordes, la Grande Noue, la Neuve Rivière, le ruisseau de l'Étang et le ruisseau de Prele,.
La Blaise, d'une longueur de 86 km, prend sa source dans la commune de Gillancourt et se jette  dans la Marne à Isle-sur-Marne, après avoir traversé 34 communes.
Le canal d'amenée du Barrage-réservoir Marne est un canal, chenal et un cours d'eau naturel non navigable de 19 km reliant Saint-Dizier à Giffaumont-Champaubert où il se jette dans le canal de restitution.

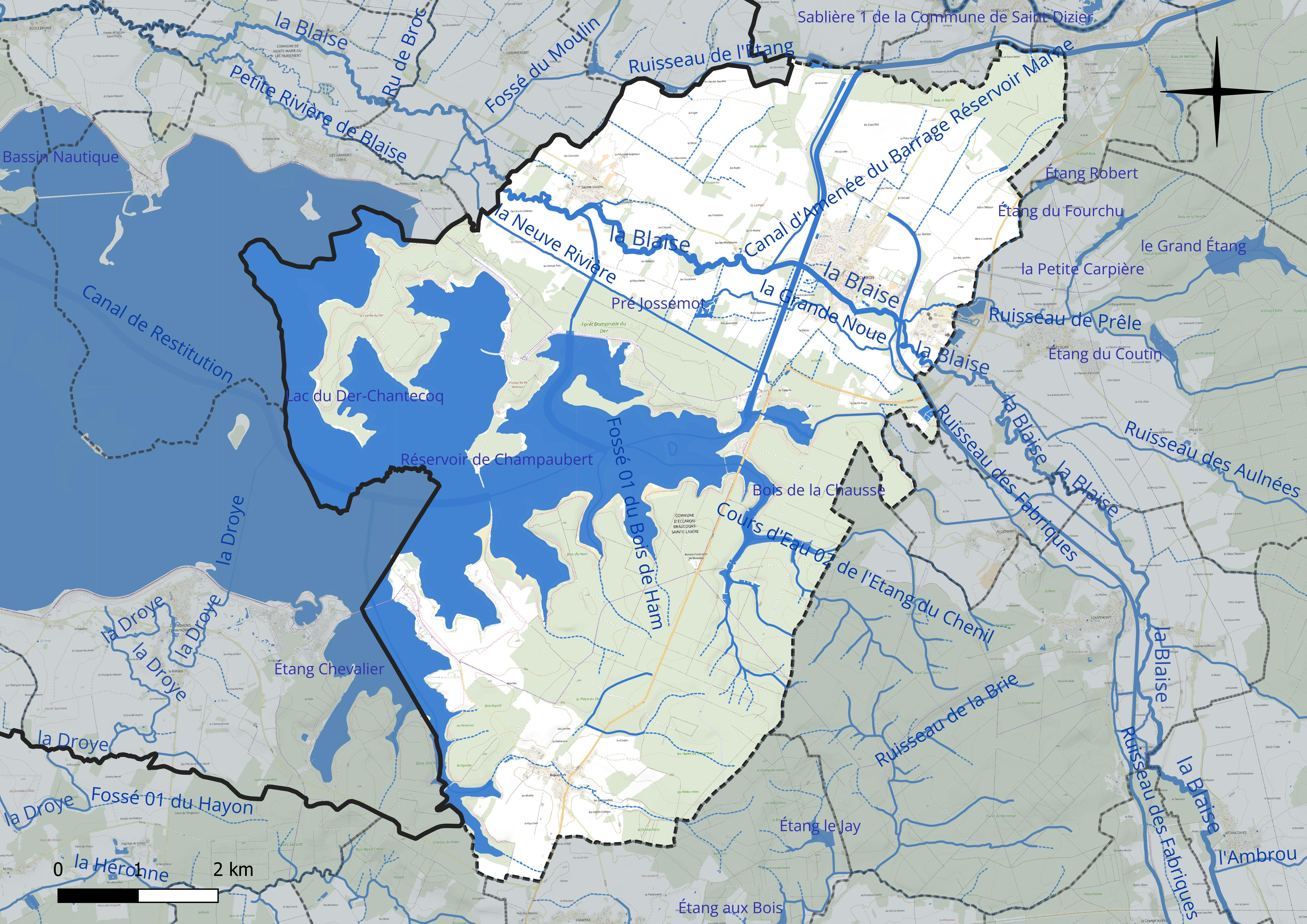
Réseau hydrographique d'Éclaron-Braucourt-Sainte-Livière.

Neuf plans d'eau complètent le réseau hydrographique : le Bois de la Chausse (16,4 ha), le lac du Der-Chantecoq, d'une superficie totale de 4 166,5 ha (1 213 ha sur la commune), le plan d'eau 1 du Bois de Saint-Rémi (3,4 ha), le plan d'eau 2 du Bois de Saint-Rémi (1 ha), le plan d'eau 3 de la commune d'Humbécourt, d'une superficie totale de 2,3 ha (0,3 ha sur la commune), le réservoir de Champaubert (468,5 ha), l'étang Chevalier, d'une superficie totale de 205,6 ha (102,2 ha sur la commune), l'étang du Chenil (15,1 ha) et Pré Jossemot (2,8 ha),.

### Climat
Pour des articles plus généraux, voir Climat du Grand Est et Climat de la Haute-Marne.
En 2010, le climat de la commune est de type climat des marges montargnardes, selon une étude du Centre national de la recherche scientifique s'appuyant sur une série de données couvrant la période 1971-2000. En 2020, Météo-France publie une typologie des climats de la France métropolitaine dans laquelle la commune est exposée à un climat océanique altéré et est dans la région climatique Lorraine, plateau de Langres, Morvan, caractérisée par un hiver rude (1,5 °C), des vents modérés et des brouillards fréquents en automne et hiver.
Pour la période 1971-2000, la température annuelle moyenne est de 10,3 °C, avec une amplitude thermique annuelle de 16 °C. Le cumul annuel moyen de précipitations est de 878 mm, avec 13 jours de précipitations en janvier et 9 jours en juillet. Pour la période 1991-2020, la température moyenne annuelle observée sur la station météorologique de Météo-France la plus proche, « Saint-Dizier », sur la commune de Saint-Dizier à 8 km à vol d'oiseau, est de 11,6 °C et le cumul annuel moyen de précipitations est de 794,5 mm. 
La température maximale relevée sur cette station est de 41,4 °C, atteinte le 25 juillet 2019 ; la température minimale est de −22,5 °C, atteinte le 14 février 1956,,.
Les paramètres climatiques de la commune ont été estimés pour le milieu du siècle (2041-2070) selon différents scénarios d'émission de gaz à effet de serre à partir des nouvelles projections climatiques de référence DRIAS-2020. Ils sont consultables sur un site dédié publié par Météo-France en novembre 2022.

## Urbanisme

### Typologie
Au 1er janvier 2024, Éclaron-Braucourt-Sainte-Livière est catégorisée bourg rural, selon la nouvelle grille communale de densité à sept niveaux définie par l'Insee en 2022.
Elle est située hors unité urbaine. Par ailleurs la commune fait partie de l'aire d'attraction de Saint-Dizier, dont elle est une commune de la couronne,. Cette aire, qui regroupe 72 communes, est catégorisée dans les aires de 50 000 à moins de 200 000 habitants,.
La commune, bordée par un plan d’eau intérieur d’une superficie supérieure à 1 000 hectares, le lac du Der-Chantecoq, est également une commune littorale au sens de la loi du 3 janvier 1986, dite loi littoral. Des dispositions spécifiques d’urbanisme s’y appliquent dès lors afin de préserver les espaces naturels, les sites, les paysages et l’équilibre écologique du littoral, tel le principe d'inconstructibilité, en dehors des espaces urbanisés, sur la bande littorale des 100 mètres, ou plus si le plan local d’urbanisme le prévoit.

### Occupation des sols
L'occupation des sols de la commune, telle qu'elle ressort de la base de données européenne d’occupation biophysique des sols Corine Land Cover (CLC), est marquée par l'importance des forêts et milieux semi-naturels (38,6 % en 2018), une proportion sensiblement équivalente à celle de 1990 (38,1 %). La répartition détaillée en 2018 est la suivante : 
forêts (37,4 %), eaux continentales (20,6 %), terres arables (19,5 %), prairies (11,8 %), zones agricoles hétérogènes (3,3 %), zones humides intérieures (3,2 %), zones urbanisées (2,1 %), milieux à végétation arbustive et/ou herbacée (1,3 %), zones industrielles ou commerciales et réseaux de communication (0,4 %), espaces verts artificialisés, non agricoles (0,4 %). L'évolution de l’occupation des sols de la commune et de ses infrastructures peut être observée sur les différentes représentations cartographiques du territoire : la carte de Cassini (XVIIIe siècle), la carte d'état-major (1820-1866) et les cartes ou photos aériennes de l'IGN pour la période actuelle (1950 à aujourd'hui).

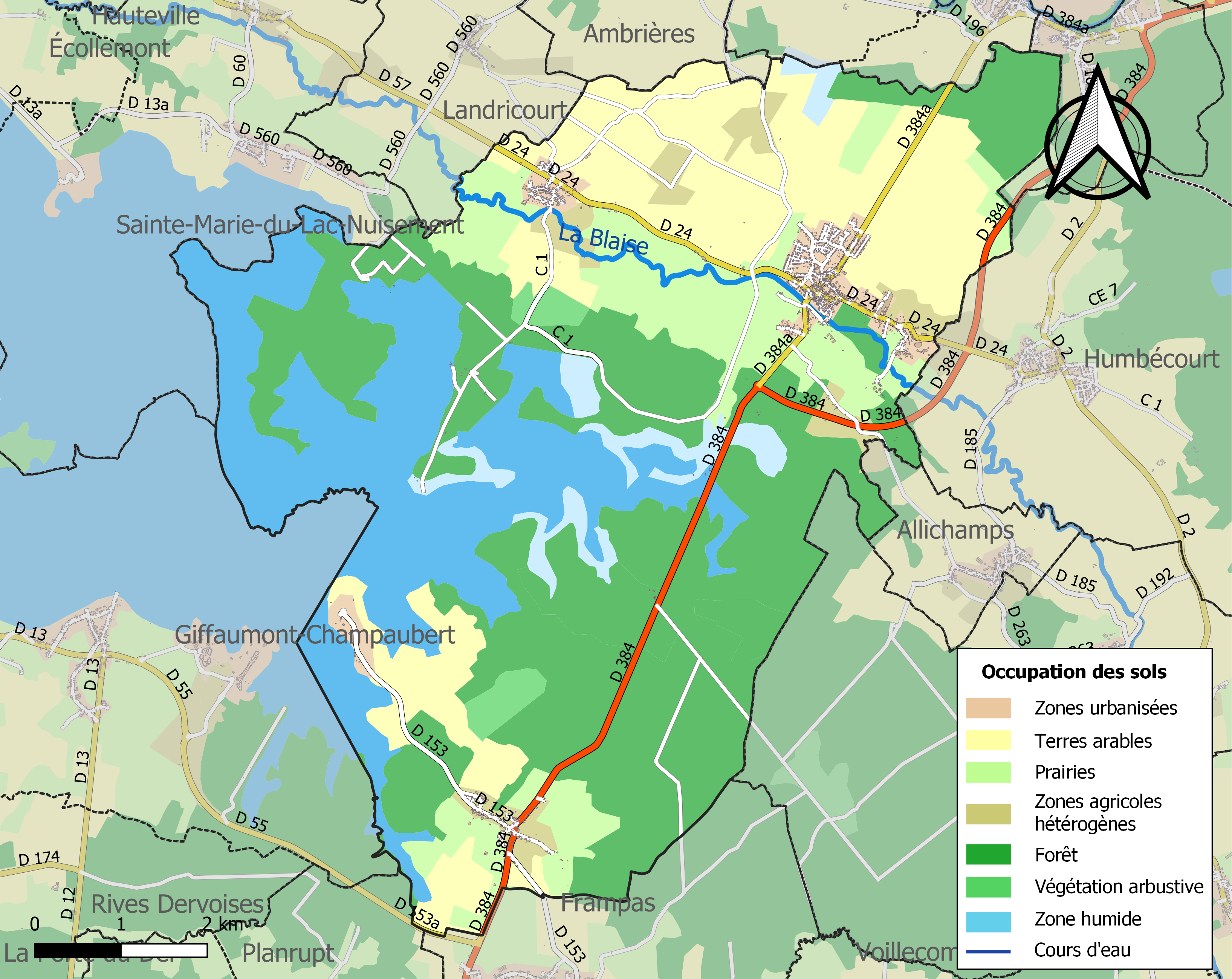
Carte des infrastructures et de l'occupation des sols de la commune en 2018 (CLC).

## Toponymie
Éclaron est attesté sous les formes In comitatu Pertensi, in villa que nuncupatur Sclarons (Xe siècle) ; Esclarrun (1225) ; Esclaron (1230) ; Esclarron (1273) ; Esclarrom (1326) ; Eclaron (1331) ; Escleron (1463) ; Esclairon (1576).

Éclaron, peut-être, de *es claron, « en clarté », désignerait une clairière naturelle ou un lieu essarté dans la forêt du Der. L'étymologie de Éclaron et Éclaires pourrait bien être commune et s'expliquer par la désignation de cette plante aromatique appelée communément la « toute-bonne ».
Braucourt est attesté sous les formes Beraucort (1253) ; Beraudicurtis (1254) ; Braucourt (1339) ; Braulcourt (1576) ; Bremcourt (1700) ; Brocourt (1743).

Braucourt est le plus ancien des trois villages. Son nom apparait dès le VIIIe siècle sous la forme Beraudi Curia.
Sainte-Livière est attesté sous les formes Sancta Libaria (1135) ; Sancta Liveria (1141) ; Sancta Lybaria (1239) ; Sainte Livère (XIIIe siècle) ; Sainte-Livière (1361) ; Sainte-Livyère (1405) ; Saincte-Lyvière (1516) ; Saint-Livière (1667) ; Sainte-Livierre (1720) ; Belle-Prairie (1793) ; Montlivierre (1794).

Sainte-Livière est un hagiotoponyme, de l'oil sainte et du nom de la sainte Libaria (Sainte Libaire), première martyre de Lorraine en 361 à Grand (Vosges).

## Histoire
La commune résulte de la fusion-association des communes d'Éclaron et de Braucourt (arrêté préfectoral du 26/12/1972) rejoints par celui de Sainte-Livière (décret du 26/12/1974), jusqu'à cette année-là situé dans le département de la Marne. Chaque commune fusionnée est représentée par un maire délégué.
L'occupation humaine de la commune est ancienne. Selon certains historiens, le territoire était parcouru par des chemins dans l'Antiquité : l'un venant de la vallée de la Blaise et gagnant Ambrières (Marne) et Perthes (capitale du Pagus Partensis), l'autre reliant Brienne la Vieille (sur le grand axe romain Rome - Boulogne-sur-Mer) à Saint-Dizier (Olonna antique), chemin très droit repris aujourd'hui par la route Éclaron - Saint-Dizier. Il devait également exister des diverticules. Quelques monnaies romaines et des sarcophages du Haut Moyen Âge ont été retrouvés sur le territoire de la commune.
Braucourt est le plus ancien des trois villages. Son nom apparait dès le VIIIe siècle (Beraudi Curia, le domaine de Beroald, ou Berwald, nom germanique). Le village, fortifié, a appartenu à la toute puissante abbaye de Montier-en-Der puis devint la possession des seigneurs d'Éclaron. Une charte d'affranchissement fut établie en 1511. Il y aurait eu un château au lieu-dit le Château des Landes, ainsi qu'un couvent de femmes à la Nonerie. Le village a été dévasté lors du passage dans la région des troupes de Charles Quint (XVIe siècle).
La première mention d'Éclaron, rendez-vous de chasse, apparaît en 992 sous la forme Sclarons, dans un document de l'abbaye de Montier-en-Der, puis  Esclaron in comitatu Pertensi (c-à-d: « dans le comté de Perthes »), Esclarons et Esclairons, au XVIe siècle. L'étymologie est incertaine, le nom pouvant provenir de clarté (allusion au village, cette clairière ou essart dans la forêt du Der) mais aussi du latin scalae (échelle, degré) malgré le manque de dénivellation dans la région.

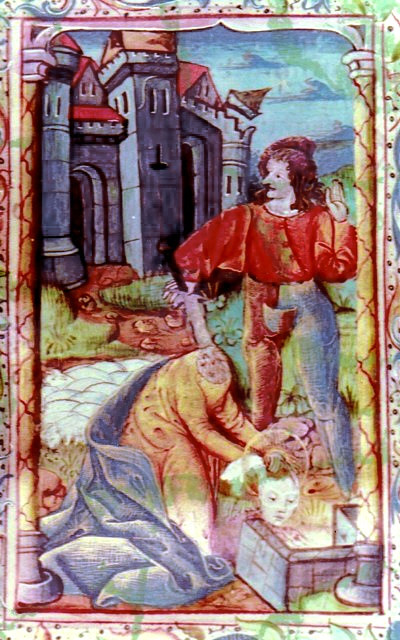
Sainte Libaire (Illustration d'un livre d'heures du XIVe siècle édité à Langres).

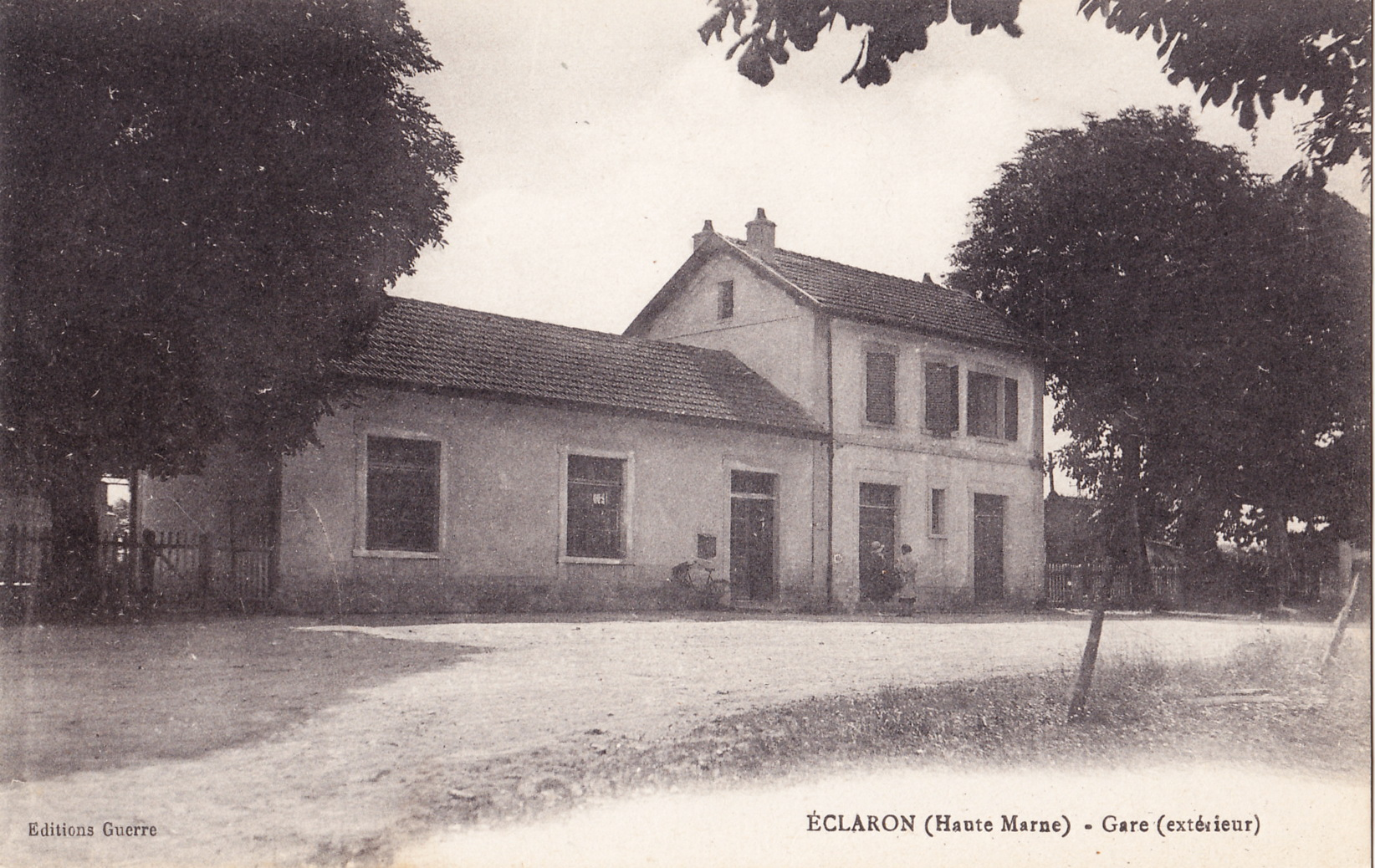
Éclaron disposait d'une gare sur les lignes de chemin de fer aujourd'hui fermées de Jessains à Sorcy et de Montier-en-Der à Éclaron.

Le village appartient ensuite à la famille d'Esclaron, puis à la famille de Dampierre - Saint-Dizier au XIIIe siècle. Elle devient alors baronnie et passa au XVe siècle à la maison de Joinville. La famille des Guise en fit un grand rendez-vous de chasse, où ils se plurent à recevoir des hôtes de marque. Certaines rues de la commune portent encore leur nom. L'activité forestière domine à l'époque et la gruerie (siège de l'administration seigneuriale des forêts) était importante. La mairie occupe actuellement ce bâtiment. Avec la disparition des derniers ducs de Guise, la commune perd un peu son importance. La dernière de l'illustre lignée, Marie de Lorraine (Mademoiselle de Guise), lègue par testament une rente pour construire un hôpital et une école à Éclaron. La baronnie passa ensuite aux descendants des Guise (duchesse de Montpensier puis aux différents ducs d'Orléans). Les nouveaux propriétaires, aux ambitions nationales, ont délaissé le bourg, ne s'intéressant qu'aux rapports qu'il pouvait leur procurer. Éclaron s'installe ensuite dans l'ère moderne.
Sainte-Livière, commune du département de la Marne jusqu'au 31/12/1974, est devenu village de Haute-Marne le 01/01/1975 du fait de son association avec la commune d'Éclaron-Braucourt.
Traversé par la Blaise, le village doit son nom à sainte Libaire. Cette sainte originaire des confins de la Champagne et de la Lorraine qui vécut probablement au IVe siècle, était la fille du comte Sigmarus et de son épouse Lintrude. Elle avait pour sœurs six autres saintes : Amée, Hoilde, Lintrude, Pusinne, Francule et la très connue Ménehould. Bergère (elle est souvent représentée avec un chien et des agneaux à ses pieds), elle serait morte martyre décapitée à Grand sous le règne de Julien. Invoquée contre les calamités du monde rural, elle est la sainte patronne de treize paroisses des  diocèses de Saint-Dié, Châlons-en-Champagne, Nancy, Verdun et Arras. On la fête le 8 octobre.
Mentionné pour la première fois en 1135, le village éponyme s'appelait à cette époque Sancta Libaria en latin puis a été orthographié Sainte-Lyvière et enfin Sainte-Livière à partir du milieu du XVIIe siècle. Il existait autrefois un séminaire jésuite (annexe de Châlons) et un château érigé sur une motte féodale (toujours présente) qui fut détruit, les pierres récupérées servirent à restaurer l'église. Selon la tradition orale un tunnel souterrain reliait le château à l'abbaye de Hautefontaine située à 6 km (commune d'Ambrières). La cloche de l'église Sainte-Libaire fondue et baptisée en 1579 est une des plus anciennes de la région.
Le fief a appartenu successivement et par divers mariages aux familles de Clefmont, de Méry, de Beaujeu et Le Mineur.
Pendant la Révolution française la commune de Sainte-Livière a porté provisoirement les noms de Belle-Prairie et de Montlivière.
On nomme « Caillottes » les habitants de ce village rural de 280 habitants au dernier recensement (150 hab. en 1975, 210 hab. en 1982).

### Tendances politiques et résultats

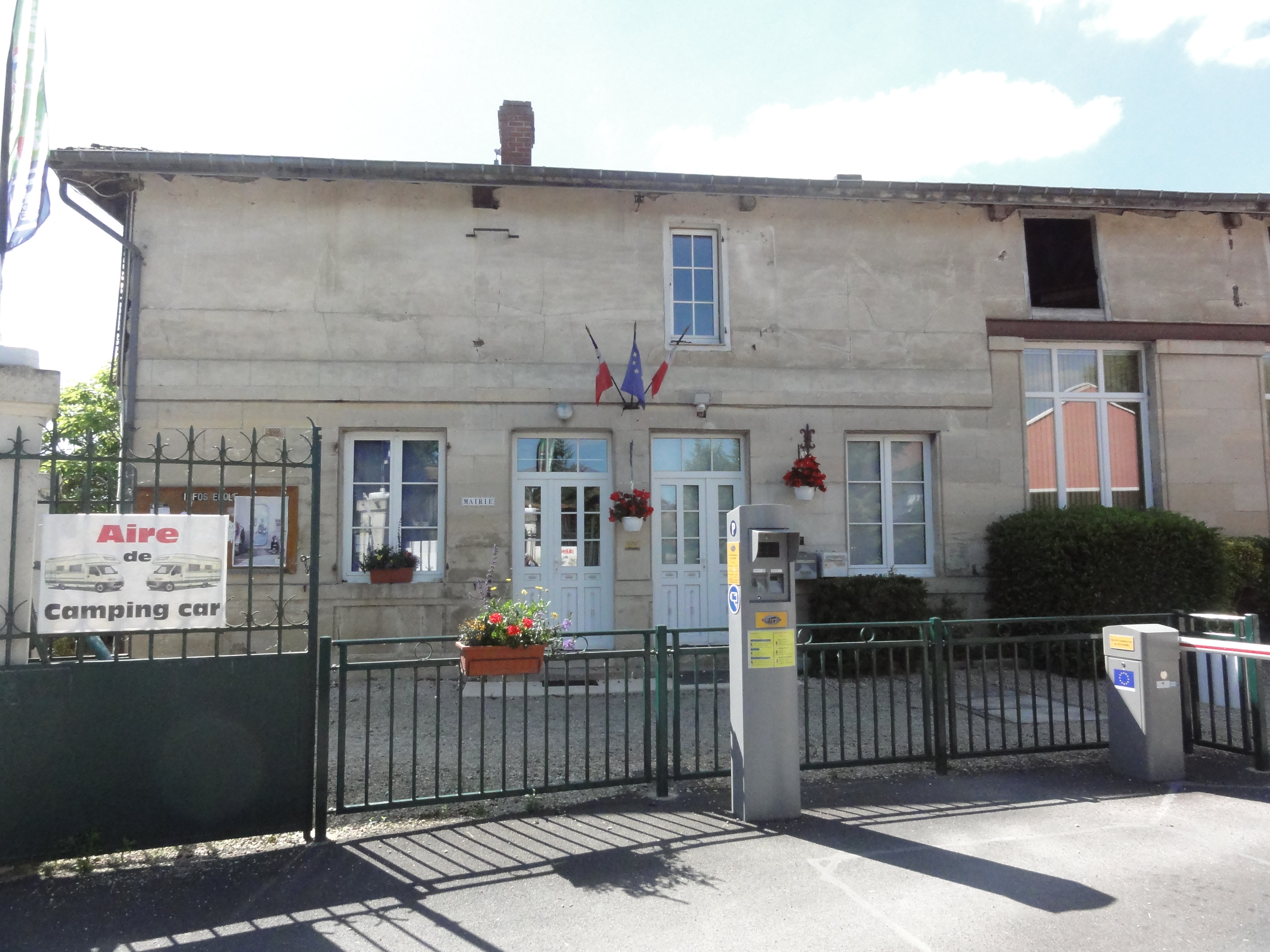
Mairie annexe de Sainte-Livière.

## Population et société

### Démographie
L'évolution du nombre d'habitants est connue à travers les recensements de la population effectués dans la commune depuis 1793. Pour les communes de moins de 10 000 habitants, une enquête de recensement portant sur toute la population est réalisée tous les cinq ans, les populations de référence des années intermédiaires étant quant à elles estimées par interpolation ou extrapolation. Pour la commune, le premier recensement exhaustif entrant dans le cadre du nouveau dispositif a été réalisé en 2007.

En 2022, la commune comptait 2 011 habitants, en évolution de −1,42 % par rapport à 2016 (Haute-Marne : −4,62 %, France hors Mayotte : +2,11 %).
| 1793  | 1800  | 1806  | 1821  | 1831  | 1836  | 1841  | 1846  | 1851  |
| ----- | ----- | ----- | ----- | ----- | ----- | ----- | ----- | ----- |
| 1 200 | 1 127 | 1 151 | 1 108 | 1 156 | 1 191 | 1 109 | 1 133 | 1 158 |

| 1856 | 1861 | 1866 | 1872 | 1876 | 1881  | 1886 | 1891 | 1896 |
| ---- | ---- | ---- | ---- | ---- | ----- | ---- | ---- | ---- |
| 936  | 933  | 940  | 980  | 968  | 1 092 | 921  | 921  | 851  |

| 1901 | 1906 | 1911  | 1921 | 1926 | 1931 | 1936 | 1946 | 1954  |
| ---- | ---- | ----- | ---- | ---- | ---- | ---- | ---- | ----- |
| 909  | 860  | 1 086 | 913  | 848  | 876  | 947  | 961  | 1 038 |

| 1962  | 1968  | 1975  | 1982  | 1990  | 1999  | 2006  | 2007  | 2012  |
| ----- | ----- | ----- | ----- | ----- | ----- | ----- | ----- | ----- |
| 1 248 | 1 478 | 2 006 | 1 940 | 1 827 | 1 844 | 1 953 | 1 969 | 2 066 |

| 2017  | 2022  | - | - | - | - | - | - | - |
| ----- | ----- | - | - | - | - | - | - | - |
| 2 019 | 2 011 | - | - | - | - | - | - | - |

### Sports
Le club de football de l'Union sportive Éclaron, fondé en 1924, est basé dans la commune et évolue en division Régional 1 de la Ligue du Grand-Est, le sixième niveau du football français. Au cours de son histoire, il évolue notamment une saison en Division 3 et deux saisons en Division 4 et dispute un trente-deuxième de finale de Coupe de France contre le Dijon FCO en 2009.

## Vie économique
La première activité a été l'exploitation de la forêt du Der. On y a extrait depuis fort longtemps du bois de chauffage ou du bois de charpente. Il était ensuite acheminé vers les communes voisines riveraines de la Marne, d'où il était flotté vers les grands centres (Paris entre autres). Le développement de l'activité métallurgique de la région va voir le bûcheronnage évoluer vers l'élaboration du charbon de bois. Une vive concurrence existera d'ailleurs entre ces deux activités. Dès le XVe siècle, il est fait mention  d'un haut-fourneau sur la commune d'Éclaron (le Fourneau). À sa disparition, le site servira de moulin à tan et farine puis laissera place, vers 1830, à nouveau à un haut-fourneau qui disparaîtra à la fin du XIXe siècle. Le minerai vient des minières voisines et le bois de la forêt du Der. Une usine de machines agricoles prendra sa place puis disparaîtra à son tour.
En 1868, est créée à Éclaron une sucrerie qui produira du sucre jusqu'en 1914, date à laquelle une reconversion s'opère en distillerie d'alcool. L'ensemble sera modernisé en 1948. En 1971 est créée la Coopérative Agricole de Distillerie et de Déshydratation, aux activités diverses : distillerie principalement (environ 110 000 hl/campagne), déshydratation de luzerne et graminées (fabrication de bouchons pour l'élevage) et conditionnement d'oignons. L'activité cessera au début des années 2000.
En 1921, une usine d'ocre et de matières colorantes voit le jour. Elle cessera son activité et le site sera repris en 1946 par une scierie qui fusionnera par la suite avec une société de Saint-Dizier, la Manufacture d'Articles et d'Ameublement de Ferronnerie Métallique, la MAAFM. Cette société disparait dans les années 1980.
Une scierie, spécialisée dans la fabrication de palettes, a été créée en 1917.
Depuis le début des années 2000, une société de transport routier a créé une base sur le site de la distillerie.[réf. nécessaire]
L'activité agricole est importante sur la commune où le système de polyculture/élevage domine, avec quelques variantes cependant. Les terres beaucoup plus argileuses de Braucourt sont plus propices à l'embouche des bovins (prairies temporaires et permanentes ou céréales - maïs ensilage). Les terres plus légères de Sainte-Livière et d'Éclaron permettent, outre l'élevage, une culture plus facile des céréales, des oléagineux et de la betterave industrielle.
L'Institution Interdépartementale des Barrages Réservoirs du Bassin de la Seine (IIBRBS), pour superviser les travaux crée le siège de sa circonscription à Éclaron, où il est toujours. Le lac du Der, destiné à la base à n'être qu'une « zone technique » se transforme peu à peu en zone touristique avec l'aide d'un syndicat mixte d'aménagement touristique. La commune devient donc petit à petit la station balnéaire de la Haute-Marne.
On trouve sur les trois villages :
- 2 grandes plages aménagées ;
- 2 campings **** ;
- 1 port de plaisance ;
- 1 cercle d'aviron ;
- 4 clubs de voile ;
- 1 aire de camping car
- 1 école départementale de voile.

L'attrait touristique du lac, permet de développer d'autres activités de plein air : randonnée pédestre (avec le sentier de grande randonnée 24B Lac d'Orient - Troisfontaines-l'Abbaye) dans les immenses allées forestières de la forêt du Der, cyclotourisme (piste cyclable complète autour du lac allant jusqu'à Saint-Dizier), pêche.

## Culture locale et patrimoine

### Lieux et monuments
- Lac du Der et son milieu typique de rivages et d'abords de forêts.
- l'église Saint-Laurent d'Éclaron du XVIe siècle, classée monument historique par arrêté du 9 juillet 1909[31], au style gothique flamboyant. Elle abrite du mobilier classé (chaire et bénitier du XVIIe siècle), orgue du XVIIIe siècle et un ensemble de statues allant du XIVe siècle au XVIIe siècle. Son clocher a connu bien des vicissitudes : incendie, promesses napoléoniennes d'entretien non tenues, menace d'effondrement dans les années 1950 et dépose dans les années 1960. Il a été restauré en octobre 2005.
- Quelques grosses maisons bourgeoises du XIXe siècle, propriétés privées.
- Moulin à farine, sur la Blaise, restauré avec poutres et briques et reconverti en restaurant et la « Fosse » en contrebas.
- La mairie d'Éclaron, ancienne gruerie et le grand bâtiment de l'école primaire, ancienne demeure d'un riche notable.
- De nombreux logements du XVIIIe siècle en petit appareil de briques rouges. Ils sont situés vers le quartier de la gare et témoignent de l'activité industrielle passée du bourg. Ils sont inscrits à l'inventaire du patrimoine industriel.
- l'église romane de l'Assomption-de-la-Vierge de Braucourt, du XIIe siècle ; sa façade occidentale avec sa galerie typique en bois, ainsi que la nef sont classées monument historique par arrêté du 9 juillet 1909[32]. Statuaire classé.
- La mairie-école de Braucourt caractéristique du XIXe siècle.
- Le site de Champaubert-aux-Bois, village marnais englouti, accessible aujourd'hui uniquement par Braucourt. L'église sauvegardée, sur un promontoire, est l'une des images symboles du lac du Der. À chaque vidange, les substructions de l'ancienne commune apparaissent.
- L'église Sainte-Libaire du XVIIIe siècle avec une riche statuaire allant du XIVe au XVIIIe siècle. Tabernacle du XVIIe siècle.
L'édifice est resté à l'abandon de 1969 à 1983. Le clocher qui menaçait de s'effondrer a été démoli en 1982, depuis la cloche (une des plus anciennes de la région) a été installée dans un campanile en bois érigé derrière l'église.
- Un ancien moulin, sur la Blaise, bâtiment restauré en poutres et briques. Reconverti en discothèque.

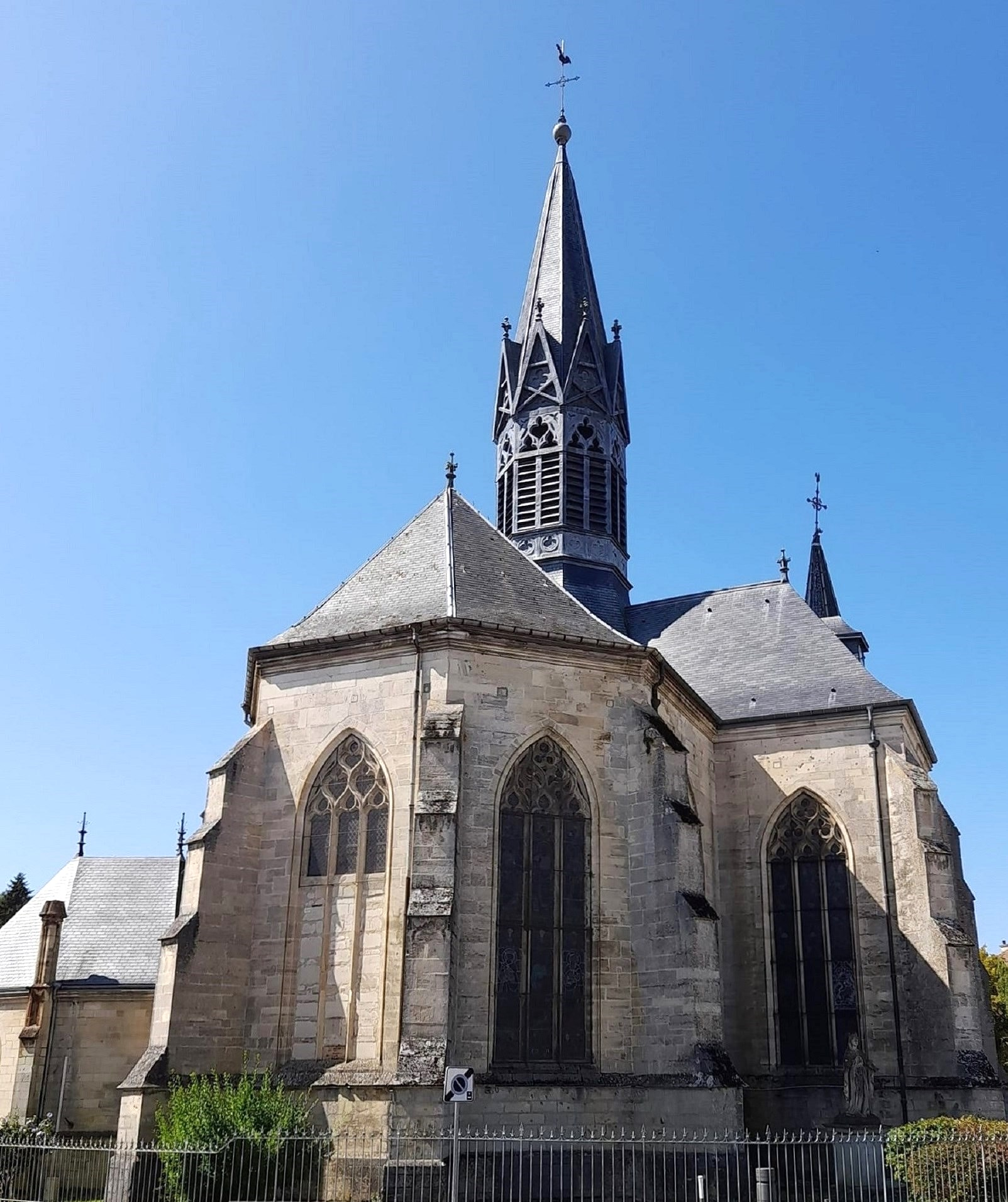
L'église Saint-Laurent d'Éclaron.
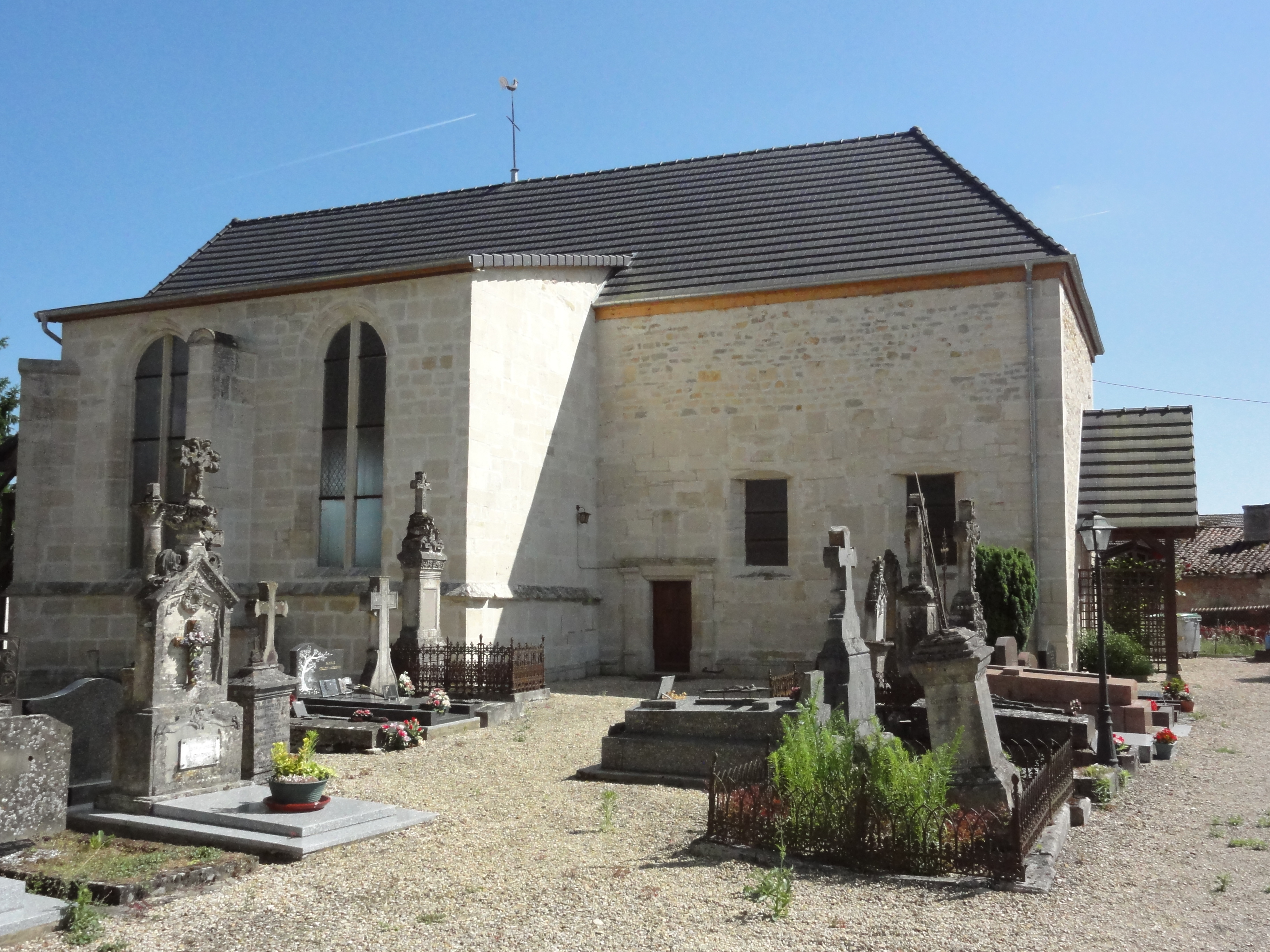
Église Sainte-Libraire de Sainte-Livière.
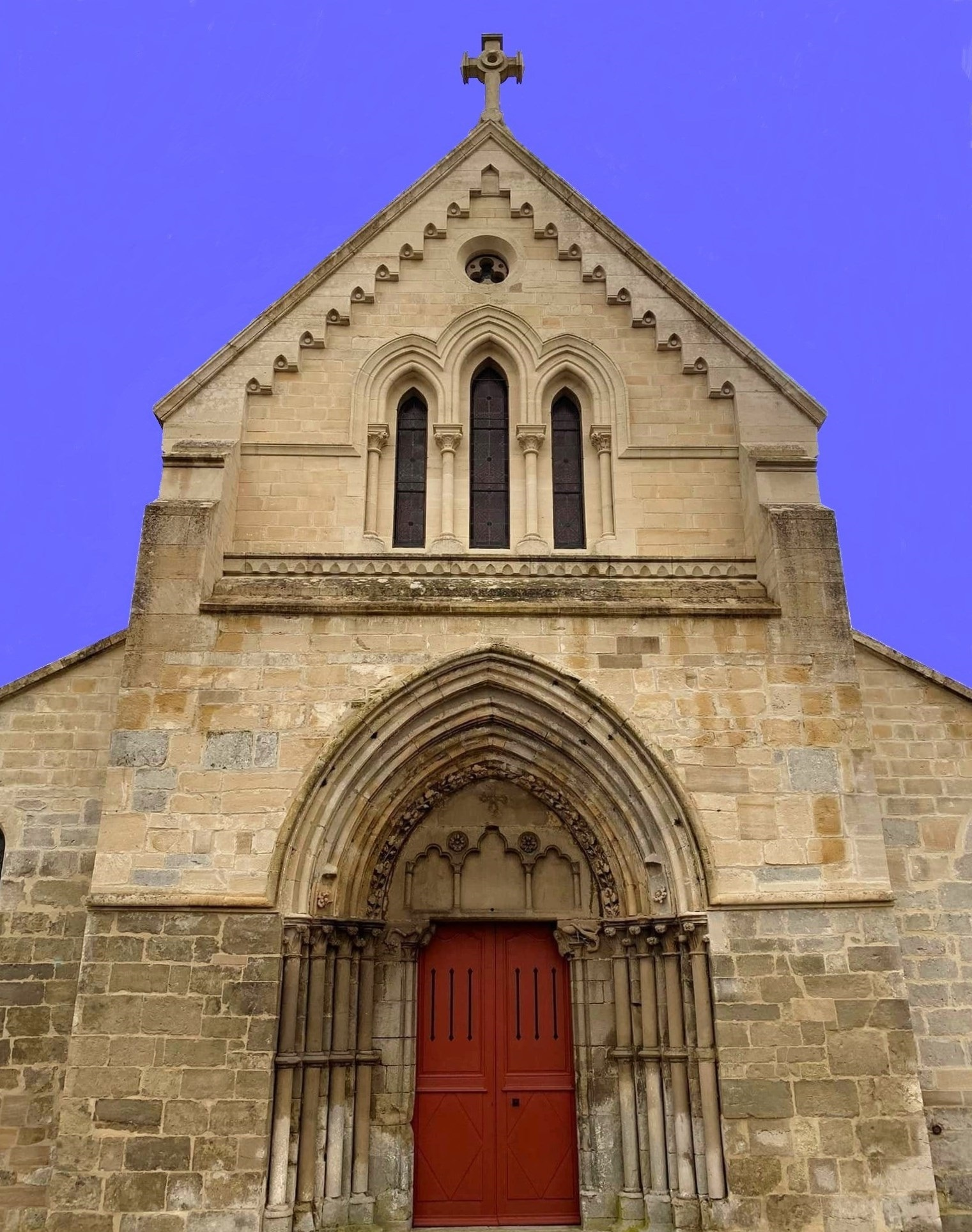
L'église de Braucourt.

### Personnalités liées à la commune
- Charles de Ponthon (1777-1849), général des armées de la République et de l'Empire. Son nom est inscrit sous la voûte de l'Arc de Triomphe, à Paris.
- Jean-Baptiste Pelletier (1777-1862), général des armées de la République et de l'Empire. Son nom est inscrit sous la voûte de l'Arc de Triomphe, à Paris.
- Paul Petit (1893-1944), écrivain, diplomate et résistant français, mentionné sur le monument aux morts et sur la plaque commémorative de l’église d’Éclaron, petit-fils de Pierre Charles Sevestre.
- Ducs de Guise, barons d'Éclaron où ils viennent pour la chasse, entraînant avec eux les rois de France François Ier, Henri II, François II ainsi que la reine de France et d'Écosse Marie Stuart.
- Jacques Sevestre (1908-1940), marin français, Compagnon de la Libération, a passé une partie de son enfance à Éclaron où son nom est inscrit sur le monument aux morts de la commune ainsi que sur la plaque commémorative de l'église.
- Stéphane Patingre (1972-), champion français de jeux télévisés, connu pour ses 153 participations dans l'émission Les Douze Coups de Midi de Jean-Luc Reichmann[33].

### Héraldique
| Armes de Éclaron-Braucourt-Sainte-Livière | Les armes de Éclaron-Braucourt-Sainte-Livière se blasonnent ainsi : d'azur au château de trois tours d'argent ouvert et ajouré du champ, posé sur un tertre isolé de sinople, accosté de deux tiges feuillées du même et fleuries de trois pièces de gueules. |